# Jupiter Cantab
Jupiter Cantab Limited — британская компания из Кембриджа, производившая бытовые компьютеры. Основным продуктом был выпущенный в 1983 году бытовой компьютер Jupiter ACE со встроенным компилятором языка Forth.
Компания основана в 1982 году двумя бывшими штатными работниками Sinclair Research, Ричардом Эльтуоссером и Стивеном Викерсом. Их компьютер внешне напоминал ZX Spectrum с похожими резиновыми клавишами клавиатуры. В нём также использовался микропроцессор Zilog Z80. Несмотря на это, выводимое видеоизображение было монохромным в отличие от 8-цветного у ZX Spectrum.
Jupiter ACE, стоивший 90 фунтов стерлингов, потерпел провал на рынках США и Великобритании. Forth, несмотря на свою мощь, был не настолько популярен и доступен как уже хорошо знакомый BASIC в конкурирующих микрокомпьютерах. В США Jupiter ACE продавался под наименованием Ace 4000.
Компания обанкротилась в ноябре 1983 года и её имущество было продано в 1984 году компании Boldfield Computing Ltd. Оставшееся аппаратное обеспечение было со скидкой распродано в 1985 году.